# Алёшково (Гороховецкий район)
Алёшково — деревня в Гороховецком районе Владимирской области России, входит в состав Куприяновского сельского поселения.

## География
Деревня расположена в 3 км на юго-запад от центра поселения деревни Выезд и в 7 км на юго-запад от Гороховца.

## История
По писцовым книгам 1628 года деревня входила в состав Куплинского прихода, в ней было 4 двора крестьянских и 2 бобыльских.
В XIX — первой четверти XX века деревня входила в состав Красносельской волости Гороховецкого уезда, с 1926 года — в составе Гороховецкой волости Вязниковского уезда. В 1859 году в деревне числилось 26 дворов, в 1905 году — 32 двора, в 1926 году — 40 дворов.
С 1929 года деревня входила в состав Куприяновского сельсовета Гороховецкого района, с 2005 года в составе Куприяновского сельского поселения.

## Население
| 1859 | 1905 | 1926 | 2002 | 2010 | 2021 |
| ---- | ---- | ---- | ---- | ---- | ---- |
| 176  | ↗203 | ↘176 | ↘0   | →0   | ↗3   |